# شیخ‌قشلاق علیا
شیخ‌قشلاق علیا یکی از روستاهای استان آذربایجان شرقی است که در دهستان نقدوز بخش فندقلو شهرستان اهر واقع شده‌است.این روستا ۱۴۵ نفر جمعیت دارد.